# Maduretno (Kalikajar)
Maduretno is een bestuurslaag in het regentschap Wonosobo van de provincie Midden-Java, Indonesië. Maduretno telt 5363 inwoners (volkstelling 2010).